# Il pastor fido

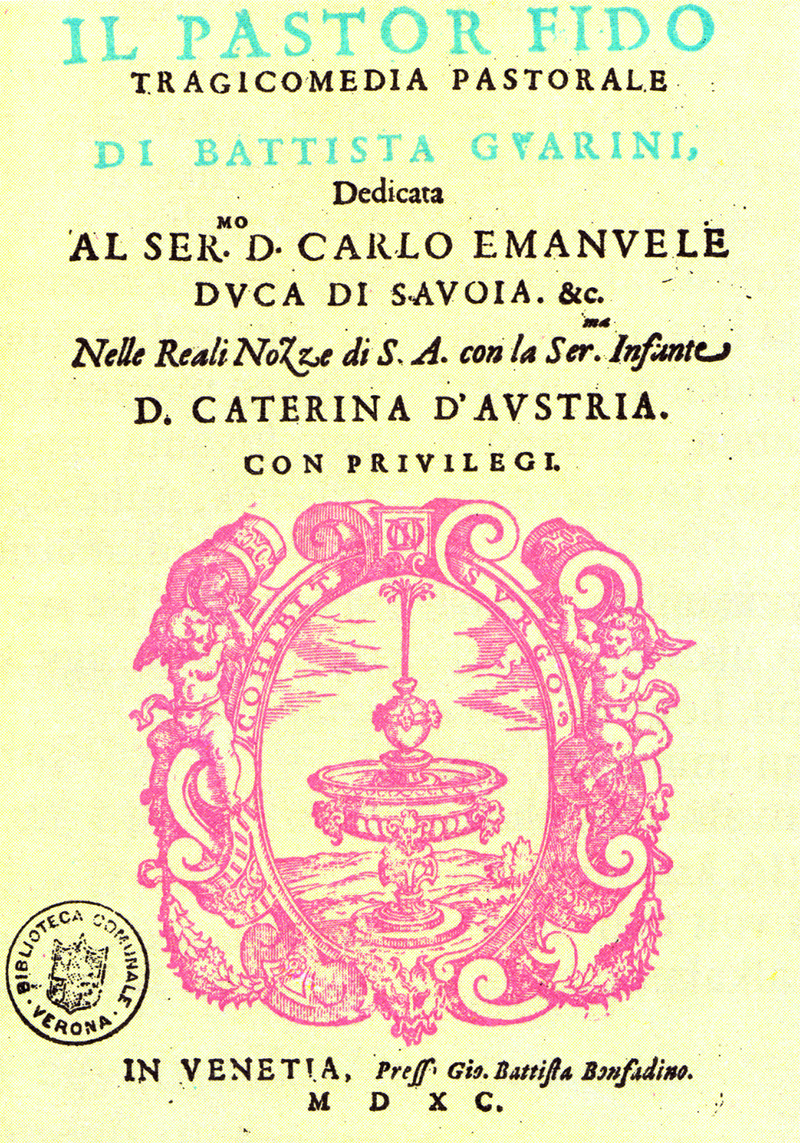
Giovanni Battista Guarini's Il pastor fido

Il pastor fido (De trouwe herder) is een pastorale tragikomedie, gesitueerd in Arcadië, geschreven door Giovanni Battista Guarini en voor het eerst in 1590 gepubliceerd in Venetië. Het is een van de bekendste toneelstukken uit de zeventiende eeuw.

## Samenvatting
Om een gemaakte fout uit het verleden goed te maken, verlangen de goden van Arcadië jaarlijks een maagd als offer. Volgens een orakel kan deze vloek alleen beëindigd worden als een jonge man en jonge vrouw, ieder van goddelijke afkomst, met elkaar trouwen. In Arcadië zijn slechts twee personen die daaraan voldoen. De jonge Silvio (de zoon van de priester Montano en een afstammeling van Herakles) en de nimf Amarilli (de dochter van Titiro en een nazaat van Pan). Er wordt gearrangeerd dat de twee met elkaar in het huwelijk treden.
Er zijn twee verhaallijnen. Een ervan volgt Silvio, die alleen aandacht heeft voor de jacht en niet nadenkt over liefde geven en zijn naderend huwelijk. Hij wordt achtervolgd door de nimf Dorinda. Zij probeert op meerdere manieren zijn liefde te winnen, maar hij veracht haar affecties. Op een dag, als zij Silvio wilde gadeslaan als hij aan het jagen is, vermomt zij zich als een herder, waarbij zij een wolfshuid als kleding draagt. Na de jacht vertrekt zij en legt zich neer om te rusten. Vanaf een afstand denkt Silvio dat zij een wolf is. Hij schiet een pijl op haar af en verwondt haar. Pas als hij bemerkt dat hij niet een wolf, maar Dorinda geraakt heeft, is Silvio in staat medelijden en liefde te geven.  
In de andere verhaallijn wordt Amarilli het hof gemaakt door de buitenlandse herder Mirtillo. Amarilli houdt eveneens van Mirtillo, maar houdt haar gevoelens voor zich omdat zij weet dat zij Silvio moet trouwen. In de tussentijd is ook de trouweloze nimf Corisca verliefd geworden op Mirtillo. Corisca op haar beurt wordt bemind door de herder Coridon. Corisca wil Amarilli uitschakelen en bedenkt een list om hem met Coridon in een grot in de val te lokken, in de hoop dat Amarilli voor overspel de doodstraf krijgt. Maar het plan mislukt als Mirtillo met Amarilli in de grot terechtkomt. De twee worden ontdekt door de priester Montano die Amarilli veroordeelt tot een offer voor de goden. Mirtillo (de trouwe herder) verlangt dat hij in Amarilli's plaats geofferd wordt en neemt zijn plek op het offerblok in. Vlak voordat hij gedood gaat worden, komt Montano erachter dat Mirtillo in werkelijkheid zijn lang verloren zoon is, waarop Amarilli niet geofferd wordt. Omdat Mirtillo ook Montano's zoon is, is ook hij van goddelijke afkomst en staat niets meer een huwelijk tussen Amarilli en Mirtillo in de weg om de vloek van de goden teniet te doen. Corisca toont berouw en wordt vergeven. Amarilli en Mirtillo huwen, evenals Silvio en een herstelde Dorinda.

## Compositie en publicatie
Waarschijnlijk schreef Guarini het toneelstuk tussen 1580 en 1585. Voordat werd overgegaan tot publicatie zocht hij het advies van de Florentijnse geleerde Lionardo Salviati, die het manuscript ook liet lezen door andere leden van de private Accademia degli Alterati in Florence. Salviati had kritiek op de karakterisering, plot, lengte, decorum en oordeelde dat het stuk ongeschikt was als toneelstuk. Het hield Guarini er niet van af het na enkele aanpassingen in 1590 in Venetië te publiceren.
Op 4 april 1584 stuurde Vincenzo I Gonzaga, de hertog van Mantua en Monferrato, een brief aan Guarini en verzocht om het manuscript, met de intentie het op de planken te brengen ter gelegenheid van zijn huwelijk met Eleonora de' Medici, eind april. Guarini antwoordde dat hij nog bezig was om het laatste deel te schrijven, evenals alle koormuziek, zodat een uitvoering die maand niet mogelijk was. Een poging mislukte om later dat jaar een uitvoering te geven. Uiteindelijk werd het voor het eerst een jaar later volledig uitgevoerd in Turijn, ter ere van het huwelijk van hertog Karel Emanuel I van Savoye met Catharina van Oostenrijk. Het jaar erop ontstond een pamflettenstrijd tussen voor- en tegenstanders van de tragikomedie die gecontinueerd werd tot in 1593.
Guarini ging door met aanpassingen maken. De laatste keer, voor de twintigste keer, was in 1602. Inmiddels is het in ruim honderd versies op het toneel gebracht.

## Invloed

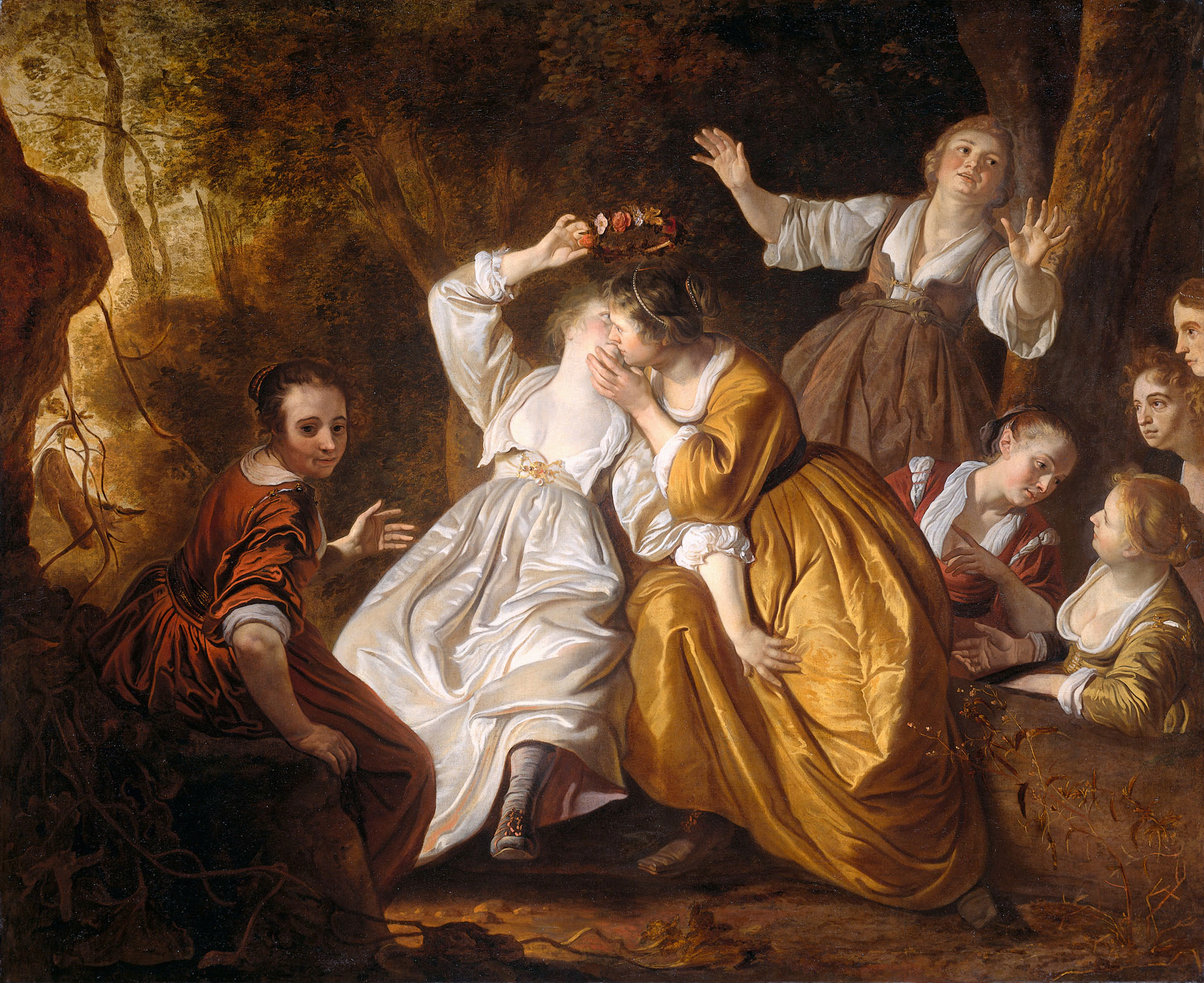
Amarilli kroont Mirtillo, Jacob van Loo

Het is een van de bekendste toneelstukken uit de zeventiende eeuw. Het inspireerde verscheidene componisten van madrigale muziek, onder wie Giaches de Wert, Claudio Monteverdi, Tarquinio Merula, Heinrich Schütz, Sigismondo d'India en Alessandro Grandi. De Zuid-Nederlandse componist Philippus de Monte noemde een van zijn boeken naar het toneelstuk. De eerste opera, gebaseerd op het toneelstuk was van Georg Friedrich Händel, met dezelfde titel, in 1712.
De Il pastor fido-sonaten voor musette de cour of fluit, die gepubliceerd werden als Vivaldi's opus 13, zijn in feite van de Franse componist Nicolas Chédeville.